# Campylocentrum brenesii
Campylocentrum brenesii är en orkidéart som beskrevs av Rudolf Schlechter. Campylocentrum brenesii ingår i släktet Campylocentrum och familjen orkidéer. Inga underarter finns listade i Catalogue of Life.